# IMesh
iMesh fue una aplicación de tecnología puerto a puerto que permitía el intercambio de información gratuita en casi cualquier formato, sea audio, video, documentos, ficheros comprimidos u otros. Usaba una red P2P (IM2Net) privada y centralizada operando en los puertos 80, 443 y 1863. iMesh era propiedad de la compañía norteamericana iMesh, Inc. y mantenía su centro de desarrollo en Israel. Era el tercer servicio de suscripción de música más popular de Estados Unidos.
iMesh operaba en el primer servicio P2P "aprobado por la RIAA", permitiendo a los usuarios residentes en los Estados Unidos y Canadá descargar música de su elección por un pago mensual de cualquiera de sus suscripciones Premium o una suscripción "ToGo". Una tercera opción también disponible a los usuarios (residentes en cualquier país) era adquirir permanentemente pistas por 0,99 USD cada una, sin una suscripción.
Además del contenido pagado, iMesh permitía a los usuarios (independientemente del país) acceso a archivos de música y video "sin derechos de autor". Un servicio legal de descarga de ringtones proveído por Thumbplay estaba disponible, permitiendo a los usuarios adquirir ringtones para sus celulares (teléfonos móviles).

## Legalidad de iMesh

### Demanda de la RIAA
El 18 de septiembre de 2003 RIAA (Asociación de Industria Discográfica de Estados Unidos) demandó a iMesh por alentar a la infracción de los derechos de autor.

### Acuerdo
iMesh resolvió el pleito en poco más de 10 meses el 20 de julio de 2004, donde acordó con la RIAA, que iMesh les pagaría US$4.1 millones y podría continuar operando normalmente (a diferencia de Grokster) mientras que implementara un servicio de pago (iMesh 6.0). iMesh había acordado tener el nuevo servicio disponible para finales de 2004, sin embargo esto fue empujado a finales de 2005 debido a cuestiones técnicas.

### Legalidad
iMesh es ahora anunciado como un cliente P2P 100% legal, y reconocido por la RIAA.
El cliente iMesh 6 (y versiones posteriores) han logrado esto detectando intentos de descarga de material protegido y bloqueando la transferencia a través del uso de Huella digital acústica, provisto por Audible Magic.
Un acuerdo con la Asociación Cinematográfica de Estados Unidos también fue logrado. Archivos de video de más de 50 MB y 15 minutos de duración ya no pueden ser compartidos en la red de iMesh, garantizando que largometrajes no puedan ser transferidos a través de la red.

## Línea de tiempo de las principales versiones

### Programa original
- 24 de noviembre de 1999, un pre-beta 1.02 fue lanzado.
- 26 de diciembre de 1999, se lanzó una versión beta 1.02 que incluye mensajes instantáneos entre usuarios, una nueva apariencia y un escáner antivirus.
- 2 de marzo de 2001, la versión 2.0 fue publicada.
- 18 de marzo de 2002, la versión 3.1 fue publicada.[9]
- 15 de abril de 2003, iMesh 4.1 fue publicado.[9]
- 4 de septiembre de 2003, iMesh 4.2 fue publicado.[9]
- 8 de junio de 2004, iMesh 5.0 fue publicado,[10] fue la primera versión multi-red permitiendo a los usuarios conectarse a la red eDonkey2000, Gnutella, Gnutella2 (como MLDonkey y Shareaza) e iMesh.
- 25 de agosto de 2004, iMesh 5.0 build 223 fue publicado con soporte para la red de eDonkey eliminada debido a muchos errores.
- 30 de junio de 2005, iMesh 5.2 fue publicado.

### Programa actual
- Octubre de 2005, iMesh 6.0 fue publicado. El primer servicio P2P "aprobado por la RIAA".
- 10 de abril de 2006, iMesh 6.5 fue publicado, permitiendo a los usuarios mandar mensajes instantáneos el uno al otro y simultáneamente las mismas canciones con la función "Listen Together".[11]
- 6 de noviembre de 2006, iMesh 7.0 fue publicado, añadiendo características de redes sociales, mensajes instantáneos, un mejoramiento en la interfaz de usuario y gran estabilidad al cliente.
- 11 de abril de 2007, iMesh 7.1 fue publicado.
- 5 de abril de 2008, iMesh 7.2 fue publicado.
- 12 de octubre de 2008, iMesh 8.0 fue publicado con una nueva apariencia, la habilidad de adquirir música en formato MP3 e integración con YouTube, permitiendo al usuario buscar y descargar los videos a su biblioteca de usuario.
- 23 de diciembre de 2008, iMesh 8.1 fue publicado con varias correcciones de errores y la característica clave 'modo invitado', permitiendo a los usuarios acceder al servicio y descargar contenido P2P sin necesidad de registrarse.
- 11 de mayo de 2009, iMesh 9.0 fue publicado con 'iMesh DJ', permitiendo a los usuarios escoger un artista o canción e instantáneamente recibir listas de reproducción de artistas similares, transmitido directamente desde YouTube.

## Datos de iMesh
- iMesh ahora distribuye el software BearShare, después de que Free Peers pagara 30 millones de dólares en un acuerdo con la RIAA y transfiriera todos los bienes relacionados de BearShare a MusicLab, LLC,[12][13] un subsidiario de iMesh.[14]
- iMesh también es distribuido bajo los nombres de Shareaza y Lphant por Discordia Ltd, que adquirió los Dominios de internet de Shareaza y Lphant.[15][16]